# Ostapî, Luhînî
Ostapî (în ucraineană Остапи) este localitatea de reședință a comunei Ostapî din raionul Luhînî, regiunea Jîtomîr, Ucraina.

## Demografie
Componența lingvistică a localității Ostapî
     Ucraineană (100%)
Conform recensământului din 2001, toată populația localității Ostapî era vorbitoare de ucraineană (100%).